# John H. Mitchell

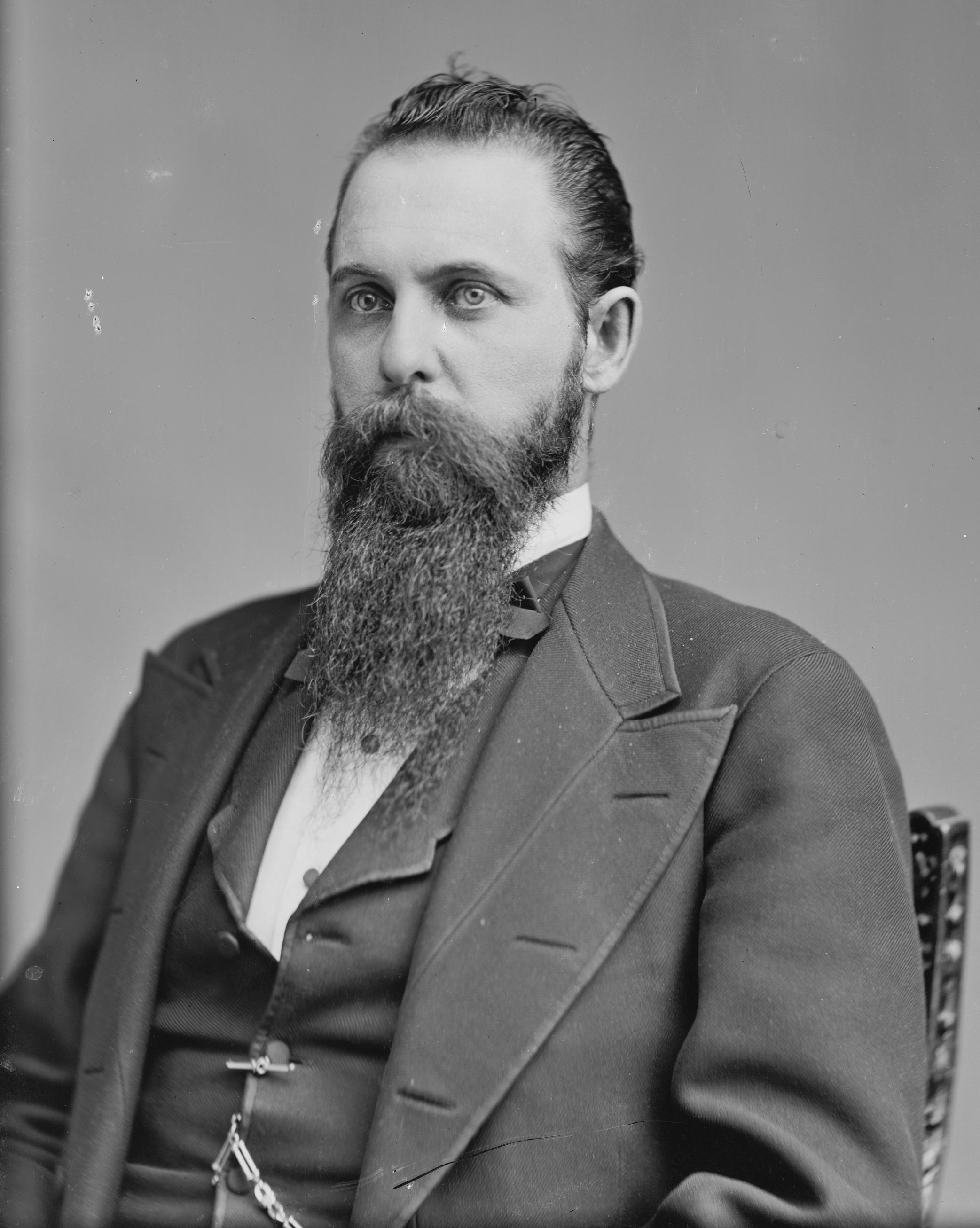
John H. Mitchell

John Hipple Mitchell (* 22. Juni 1835 im Washington County,  Pennsylvania; † 8. Dezember 1905 in Portland, Multnomah County, Oregon) war ein US-amerikanischer Politiker. Zwischen 1873 und 1905 vertrat er mehrfach den Bundesstaat Oregon im US-Senat.

## Werdegang
John Mitchell wurde unter dem Namen John Mitchell Hipple geboren. Im Jahr 1837 zog er mit seinen Eltern in das Butler County, ebenfalls in Pennsylvania. Dort besuchte er später sowohl öffentliche als auch private Schulen, darunter auch das Witherspoon Institute. Anschließend arbeitete er für einige Zeit als Lehrer. Dabei kam es zu einem ersten Skandal, als er eine Schülerin verführte. Um die Sache nach damaligem Verständnis zu bereinigen, wurde er gezwungen sie zu heiraten. Später verließ er sie wieder. Nach einem Jurastudium und seiner im Jahr 1857 erfolgten Zulassung als Rechtsanwalt begann er in seinem neuen Beruf zu arbeiten. Im Jahr 1860 zog er zuerst nach Kalifornien und dann nach Portland in Oregon, wo er als Rechtsanwalt praktizierte. Zu diesem Zeitpunkt änderte er seinen Namen, indem er den Nachnamen und den Mittelnamen vertauschte. 
In Portland begann Mitchell als Mitglied der Republikanischen Partei eine politische Laufbahn. Zwischen 1862 und 1866 saß er im Staatssenat, dessen Präsident er seit 1864 war. Im Jahr 1866 kandidierte er noch erfolglos für den US-Senat. Bei den Wahlen des Jahres 1872 wurde John Mitchell als Kandidat seiner Partei in den US-Senat gewählt, wo er am 4. März 1873 die Nachfolge von Henry W. Corbett als Class-3-Kategorie-Senator antrat. Bei seinem Amtsantritt hatte er beträchtliche Schwierigkeiten, da politische Gegner ihm seinen Sitz verweigern wollten. Sie warfen ihm unter anderem Bigamie und das Leben unter falschem Namen vor. Der Bigamie-Vorwurf ergab sich daraus, dass er zwischenzeitlich wieder geheiratet hatte, ohne von seiner ersten Frau geschieden worden zu sein. Der Senat beschloss aber mehrheitlich keine Untersuchung einzuleiten und erlaubte ihm seinen Sitz einzunehmen. Zwischen 1877 und 1879 leitete er den Eisenbahnausschuss. 
Da er im Jahr 1878 nicht wiedergewählt wurde, musste Mitchell am 4. März 1879 wieder aus dem Kongress ausscheiden. Im Jahr 1882 kandidierte er erfolglos für seine Rückkehr in dieses Gremium. 1885 gelang es ihm aber seinen alten Sitz im Senat zurückzugewinnen. Dabei trat er die Nachfolge von James H. Slater an, gegen den er im Jahr 1878 unterlegen war. Allerdings wurde er erst mit einer Verzögerung gewählt, so dass er sein Mandat nicht am 4. März, sondern erst am 17. Dezember 1885 antraten konnte. Nach einer Wiederwahl konnte er nun bis zum 3. März 1897 im Senat verbleiben. Während dieser Zeit war er wieder Mitglied verschiedener Ausschüsse. Von 1887 bis 1889 leitete er den Ausschuss Committee on Transportation Routes to the Seaboard. Danach war er bis 1893 Vorsitzender des Eisenbahnausschusses.  Außerdem war er zwischenzeitlich Mitglied in den Ausschüssen Committee on Claims und dem Committee on Privileges and Elections. 
Im Jahr 1897 fand Mitchell in der Staatslegislative von Oregon, die damals die US-Senatoren wählte, keine Mehrheit für seine Wiederwahl. In den folgenden Jahren praktizierte er wieder als Rechtsanwalt. Im Jahr 1900 wurde er als Class 2 Senator wieder in den Kongress gewählt, wo er am 4. März 1901 seinen Dienst antrat. Dieses Mandat übte er bis zu seinem Tod am 8. Dezember 1905 aus. Dabei war er Vorsitzender des Ausschusses für Küstenverteidigung. Außerdem gehörte er dem Committee on Interoceanic Canals an. Damals wurde Mitchell auch in den sogenannten Oregon Land Fraud Scandal verwickelt. Ihm wurden Bestechung und Vorteilnahme im Amt vorgeworfen. Er wurde angeklagt und in erster Instanz verurteilt. Zum Zeitpunkt seines Todes lief noch sein Berufungsverfahren.